# Chilabothrus
Chilabothrus Duméril & Bibron, 1844 è un genere di serpenti della famiglia Boidae.

## Distribuzione e habitat
Le specie del genere Chilabothrus sono diffuse nei Caraibi.

## Tassonomia
Il genere comprende le seguenti specie:
- Chilabothrus angulifer (Cocteau & Bibron, 1840)
- Chilabothrus chrysogaster (Cope, 1871)
- Chilabothrus exsul (Netting & Goin, 1944)
- Chilabothrus fordii (Günther, 1861)
- Chilabothrus gracilis Fischer, 1888
- Chilabothrus inornatus (Reinhardt, 1843)
- Chilabothrus monensis (Zenneck, 1898)
- Chilabothrus striatus (Fischer, 1856)
- Chilabothrus strigilatus (Cope, 1863)
- Chilabothrus subflavus (Stejneger, 1901)